# Multituberculata
I multitubercolati (Multituberculata Cope, 1884) sono un ordine di mammiferi estinti, vissuti tra il Triassico superiore (Carnico, 221.5 milioni di anni fa) ed il medio Paleogene (Eocene, Luteziano, 48.6 milioni di anni fa). I loro resti fossili sono stati rinvenuti principalmente nei continenti settentrionali.

## I mammiferi di maggior successo?
Questi animali sono spesso considerati i mammiferi di maggior successo nella storia, dal momento che hanno prosperato per oltre 100 milioni di anni: dopo essere apparsi nel Giurassico, nel corso del Mesozoico si diffusero in Europa, Asia e Nordamerica, per poi passare indenni attraverso l'estinzione di massa di fine Cretacico, avvenuta 65 milioni di anni fa. Tra il Cretaceo e il Paleocene i multitubercolati conobbero una discreta radiazione adattativa e andarono a occupare diverse nicchie ecologiche: alcuni erano terrestri (Djadochtatherium), altri arboricoli (Ptilodus), altri ancora semiacquatici (Taeniolabis) o fossori (Lambdopsalis). Con la comparsa di molti altri mammiferi specializzati durante il Terziario inferiore, i multitubercolati conobbero una diminuzione e si estinsero intorno alla metà del Terziario.

### Distribuzione geografica
Con la possibile eccezione di alcuni resti provenienti dal Sudamerica e dall'Australia (Corriebaatar), tutti i fossili di multitubercolati provengono dai continenti settentrionali. Un gruppo di mammiferi noto come gondwanateri (Gondwanatheria), che come indica il nome era diffuso nei continenti meridionali (Gondwana), è stato precedentemente ascritto ai multitubercolati, ma ora i paleontologi li ritengono due gruppi ben distinti.
Nel tardo Cretaceo i multitubercolati erano molto diffusi e diversificati, e costituivano più della metà delle specie mammaliane di molte faune. Nonostante alcune linee evolutive si siano estinte alla fine del periodo, i multitubercolati sopravvissero attraverso il confine K/T e raggiunsero il loro picco di diversificazione durante il Paleocene, all'inizio dell'era dei mammiferi. Essi furono una componente importante in quasi tutte le faune europee e nordamericane del periodo, e furono ben presenti anche in Asia. Durante il Paleocene, i multitubercolati raggiunsero una grande varietà di adattamenti e taglie, da quella di un piccolo topo (Ptilodus) a quella di un castoro (Taeniolabis).

## Biologia

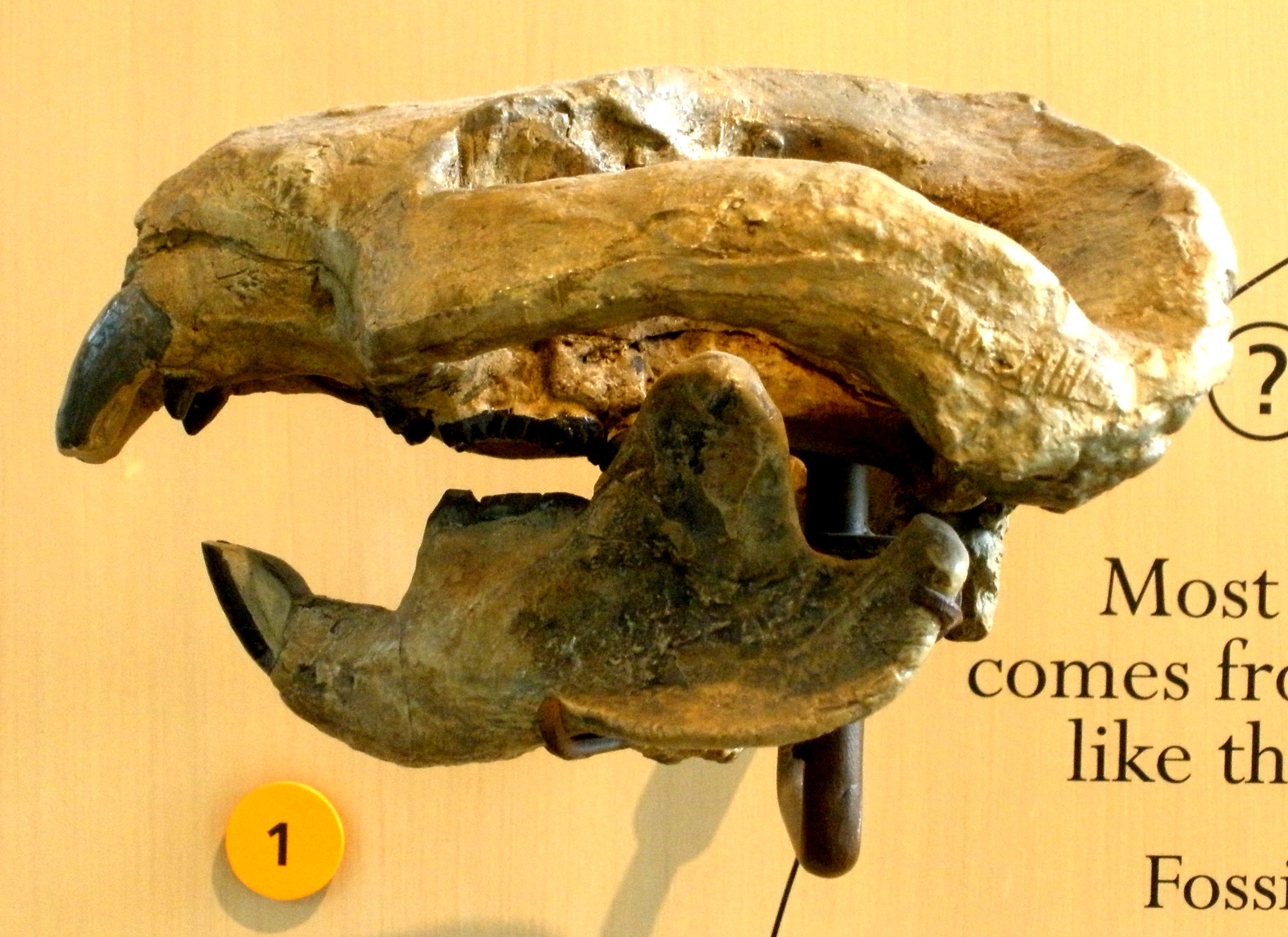
Cranio di Taeniolabis taoensis

La struttura della pelvi nei multitubercolati suggerisce che questi animali partorissero piccoli minuscoli, simili a quelli degli odierni marsupiali. Il nome multitubercolati deriva dai loro denti molari, provvisti di molte cuspidi (tubercoli) disposti in file. Possedevano inoltre un singolo paio di incisivi inferiori ma erano sprovvisti di canini, come i roditori odierni. È probabile che i multitubercolati siano stati tra i primi mammiferi a vivere sugli alberi, come gli odierni scoiattoli.

## Classificazione dei multitubercolati
In uno studio del 2001, Kielan-Jaworowska e Hurum stabilirono che i multitubercolati potevano essere divisi in due principali sottordini: i plagiaulacidi (Plagiaulacida) e i cimolodonti (Cimolodonta). Un'eccezione è data da Arginbaatar, del Cretaceo inferiore della Mongolia, che presenta caratteristiche di entrambi i gruppi, ed è quindi classificato in un sottordine Incertae sedis.

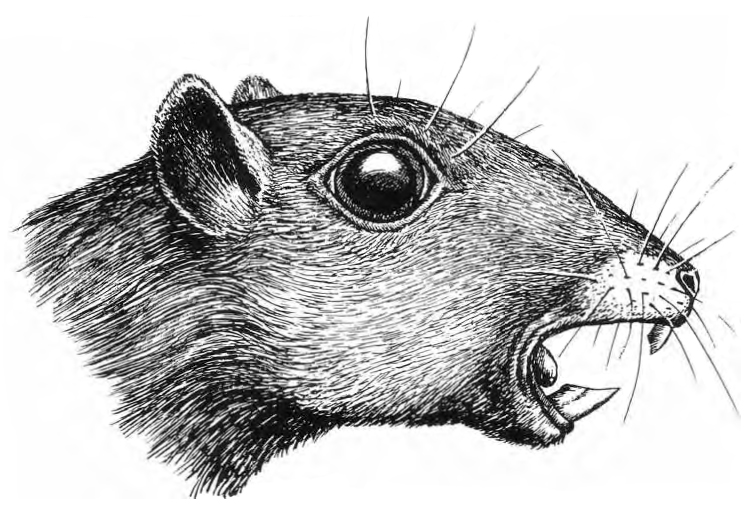
Ricostruzione di Nemegtbaatar

I plagiaulacidi sono in realtà un gruppo parafiletico, che non soddisfa i criteri cladistici ma è utile per comprendere l'iniziale evoluzione dei multitubercolati. Apparvero per la prima volta nel corso del Giurassico e vissero fino al Cretaceo inferiore; all'interno del gruppo possono essere distinte varie linee, i paulchoffatiidi (Paulchoffatiidae), gli allodontidi (Allodontidae) e i plagiaulacidi (Plagiaulacidae).
I cimolodonti, invece, sembrano essere un gruppo monofiletico. Questi animali erano i multitubercolati più evoluti, e vissero dal Cretaceo inferiore fino all'Eocene/Oligocene. Vi sono tre principali superfamiglie: i djadochtaterioidi (Djadochtatherioidea), gli ptilodontoidi (Ptilodontoidea) e i teniolabidoidi (Taeniolabidoidea). Altri gruppi “minori” includono i Cimolomyidae, i Kogaionidae, i Microcosmodontidae, il gruppo Paracimexomys e i generi Uzbekbaatar, Viridomys e Boffius.

## Tassonomia
Sottoclasse †Allotheria Marsh, 1880
- Ordine †Multituberculata Cope, 1884:
  - Sottordine †Plagiaulacida Simpson, 1925

 Ramo Paulchoffatiidae 
- -     - Famiglia †Paulchoffatiidae Hahn, 1969
      - Sottofamiglia †Paulchoffatiinae Hahn, 1971
        - Genere †Paulchoffatia Kühne, 1961
          - Specie †P. delgadoi Kühne, 1961

        - Genere †Pseudobolodon Hahn, 1977
          - Specie †P. oreas Hahn, 1977
          - Specie †P. krebsi Hahn & Hahn, 1994

        - Genere †Renatodon Hahn, 2001
          - Specie †R. amalthea Hahn, 2001

        - Genere †Henkelodon Hahn, 1987
          - Specie †H. naias Hahn, 1987

        - Genere †Guimarotodon Hahn, 1969
          - Specie †G. leiriensis Hahn, 1969

        - Genere †Meketibolodon (Hahn, 1978) Hahn, 1993
          - Specie †M. robustus (Hahn, 1978) Hahn, 1993

        - Genere †Plesiochoffatia Hahn & Hahn, 1999
          - Specie †P. thoas Hahn & Hahn, 1998
          - Specie †P. peparethos Hahn & Hahn, 1998
          - Specie †P. staphylos Hahn & Hahn, 1998

        - Genere †Xenachoffatia Hahn & Hahn, 1998
          - Specie †X. oinopion Hahn & Hahn, 1998

        - Genere †Bathmochoffatia Hahn & Hahn, 1998
          - Specie †B. hapax Hahn & Hahn, 1998

        - Genere †Kielanodon Hahn, 1987
          - Specie †K. hopsoni Hahn, 1987

        - Genere †Meketichoffatia Hahn, 1993
          - Specie †M. krausei Hahn, 1993

      - Sottofamiglia Incertae sedis
        - Genere †Galveodon Hahn & Hahn, 1992
          - Specie †G. nannothus Hahn & Hahn, 1992

        - Genere †Sunnyodon Kielan-Jaworowska & Ensom, 1992
          - Specie †S. notleyi Kielan-Jaworowska & Ensom, 1992

    - Famiglia Incertae sedis
      - Sottofamiglia Incertae sedis
        - Genere †Mojo Hahn et al., 1987
          - Specie †M. usuratus Hahn et al., 1987

      - Sottofamiglia †Kuehneodontinae Hahn, 1971
        - Genere †Kuehneodon Hahn, 1969
          - Specie †K. dietrichi Hahn, 1969
          - Specie †K. barcasensis Hahn & Hahn, 2001
          - Specie †K. dryas Hahn, 1977
          - Specie †K. guimarotensis Hahn, 1969
          - Specie †K. hahni Antunes, 1988
          - Specie †K. simpsoni Hahn, 1969
          - Specie †K. uniradiculatus Hahn, 1978

      - Famiglia †Hahnodontidae Sigogneau-Russell, 1991
        - Genere †Hahnodon Sigogneau-Russell, 1991
          - Specie †H. taqueti Sigogneau-Russell, 1991

        - Genere †Denisodon Hahn & Hahn, 2003
          - Specie †D. moroccensis Hahn & Hahn, 2003

      - Famiglia †Pinheirodontidae Hahn & Hahn, 1999
        - Genere †Pinheirodon Hahn & Hahn, 1999
          - Specie †P. pygmaeus Hahn & Hahn, 1999
          - Specie †P. vastus Hahn & Hahn, 1999
          - Specie †P. sp. Hahn & Hahn, 1999

        - Genere †Bernardodon Hahn & Hahn, 1999
          - Specie †B. atlanticus Hahn & Hahn, 1999
          - Specie †B. sp. Hahn & Hahn, 1999

        - Genere †Gerhardodon Kielan-Jaworowska & Ensom, 1992
          - Specie †G. purbeckensis Kielan-Jaworowska & Ensom, 1992

        - Genere †Iberodon Hahn & Hahn, 1999
          - Specie †I. quadrituberculatus Hahn & Hahn, 1999

        - Genere †Lavocatia Canudo & Cuenca-Bescós, 1996
          - Specie †L. alfambrensis Canudo & Cuenca-Bescós, 1996

        - Genere †Cantalera Badiola, Canudo & Cuenca-Bescós, 2008
          - Specie †C. abadi Badiola, Canudo & Cuenca-Bescós, 2008

        - Genere †Ecprepaulax Hahn & Hahn, 1999
          - Specie †E. anomala Hahn & Hahn, 1999

 Ramo Allodontidae 
- -     - Famiglia †Allodontidae Marsh, 1889
      -         - Genere †Ctenacodon Marsh, 1879
          - Specie †C. serratus Marsh, 1879
          - Specie †C. nanus Marsh, 1881
          - Specie †C. laticeps Marsh, 1881
          - Specie †C. scindens Simpson, 1928

        - Genere †Psalodon Simpson, 1926
          - Specie †P. potens Marsh, 1887
          - Specie †P. fortis Marsh, 1887
          - Specie †P. marshi Simpson, 1929

      - Famiglia †Zofiabaataridae Bakker, 1992
        - Genere †Zofiabaatar Bakker & Carpenter, 1990
          - Specie †Z. pulcher Bakker & Carpenter, 1990

      - Famiglia Incertae sedis
        - Genere †Glirodon Engelmann & Callison, 2001
        - Specie †G. grandis Engelmann & Callison, 2001

 Ramo Plagiaulacidae 
- -     -       - Famiglia †Plagiaulacidae Gill, 1872
        - Genere? †Ctenacodon Bakker, 1998
          - Specie? †C. brentbaatar Bakker, 1998

        - Genere †Plagiaulax Falconer, 1857
          - Specie †P. becklesii Falconer, 1857

        - Genere †Bolodon Owen, 1871
          - Specie †B. crassidens Owen, 1871
          - Specie †B. falconeri Owen, 1871
          - Specie †B. minor Falconer, 1857
          - Specie †B. osborni Simpson, 1928
          - Specie? †B. elongatus Simpson, 1928

      - Famiglia †Eobaataridae Kielan-Jaworowska, Dashzeveg & Trofimov, 1987
        - Genere †Eobaatar Kielan-Jaworowska, Dashzeveg & Trofimov, 1987
          - Specie †E. magnus Kielan-Jaworowska, Dashzeveg & Trofimov, 1987
          - Specie †E. minor Kielan-Jaworowska, Dashzeveg & Trofimov, 1987
          - Specie †E. hispanicus Hahn & Hahn, 1992
          - Specie †E. pajaronensis Hahn & Hahn, 2001
          - Specie †E. clemensi Sweetman, 2009

        - Genere †Loxaulax Simpson, 1928
          - Specie †L. valdensis Simpson, 1928

        - Genere †Monobaatar Kielan-Jaworowska, Dashzeveg & Trofimov, 1987
          - Specie †M. mimicus Kielan-Jaworowska, Dashzeveg & Trofimov, 1987

        - Genere †Parendotherium Crusafont Pairó & Adrover, 1966
          - Specie †P. herreroi Crusafont Pairó & Adrover, 1966

        - Genere †Sinobaatar Hu & Wang, 2002
          - Specie †S. lingyuanensis Hu & Wang, 2002
          - Specie †S. xiei Kusuhashi et al., 2009
          - Specie †S. fuxinensis Kusuhashi et al., 2009

        - Genere †Heishanobaatar Kusuhashi et al., 2010
          - Specie †H. triangulus Kusuhashi et al., 2010

        - Genere †Liaobaatar Kusuhashi et al., 2009
          - Specie †L. changi Kusuhashi et al., 2009

        - Genere †Hakusanobaatar Kusuhashi et al., 2008
          - Specie †H. matsuoi Kusuhashi et al., 2008

        - Genere †Tedoribaatar Kusuhashi et al., 2008
          - Specie †T. reini Kusuhashi et al., 2008

      - Famiglia †Albionbaataridae Kielan-Jaworowska & Ensom, 1994
        - Genere †Albionbaatar Kielan-Jaworowska & Ensom, 1994
          - Specie †A. denisae Kielan-Jaworowska & Ensom, 1994

        - Genere †Proalbionbaatar Hahn & Hahn, 1998
          - Specie †P. plagiocyrtus Hahn & Hahn, 1998

        - Genere †Kielanobaatar Kusuhashi et al., 2010
          - Specie †K. badaohaoensis Kusuhashi et al., 2010

      - Famiglia Incertae sedis
        - Genere †Janumys Eaton & Cifelli, 2001
          - Specie †J. erebos Eaton & Cifelli, 2001

Sottordine Incertae sedis
- -     -       - Famiglia †Arginbaataridae Hahn & Hahn, 1983
        - Genere †Arginbaatar Trofimov, 1980
          - Specie †A. dmitrievae Trofimov, 1980

 Sottordine †Cimolodonta (McKenna, 1975) 
- Superfamiglia Incertae sedis
  - Famiglia Incertae sedis
    - Sottofamiglia Incertae sedis
      - Genere? †Ameribaatar Eaton & Cifelli, 2001
        - Specie? †A. zofiae Eaton & Cifelli, 2001

      - Genere †Ptilodus (Marsh, 1889) Gidley, 1909
        - Specie †P. serratus (Marsh, 1889) Gidley, 1909

      - Genere? †Uzbekbaatar Kielan-Jaworowska & Nesov, 1992
        - Specie? †U. kizylkumensis Kielan-Jaworowska & Nesov, 1992

    - Gruppo Paracimexomys Archibald, 1982
      - Genere Paracimexomys Archibald, 1982
        - Specie? †P. crossi Cifelli, 1997
        - Specie †P. magnus (Sahni, 1972) Archibald, 1982 [Cimexomys magnus Sahni, 1972]
        - Specie †P. magister (Fox, 1971) Archibald, 1982 [Cimexomys magister Fox, 1971]
        - Specie †P. perplexus Eaton & Cifelli, 2001
        - Specie †P. robisoni Eaton & Nelson, 1991
        - Specie †P. priscus (Lillegraven, 1969) Archibald, 1982 [Cimexomys priscus Lillegraven, 1969; genotype Paracimexomys sensu Eaton & Cifelli, 2001]
        - Specie †P. propriscus Hunter et. al., 2010

      - Genere Cimexomys Sloan & Van Valen, 1965
        - Specie †C. antiquus Fox, 1971
        - Specie †C. gregoryi Eaton, 1993
        - Specie †C. judithae Sahni, 1972 [Paracimexomys? judithae (Sahni, 1972) Archibald, 1982]
        - Specie †C. arapahoensis
        - Specie †C. minor Sloan & Van Valen, 1965
        - Specie? †C. gratus (Jepson, 1930) Lofgren, 1995 [Cimexomys hausoi Archibald, 1983; Eucosmodon gratus Jepson, 1930; Mesodma? ambigua? Jepson, 1940; Stygimus gratus Jepson, 1930]

      - Genere †Bryceomys Eaton, 1995
        - Specie †B. fumosus Eaton, 1995
        - Specie †B. hadrosus Eaton, 1995
        - Specie †B. intermedius Eaton & Cifelli, 2001

      - Genere †Cedaromys Eaton & Cifelli, 2001
        - Specie †C. bestia (Eaton & Nelson, 1991) Eaton & Cifelli, 2001 [=Paracimexomys? bestia Eaton & Nelson, 1991
        - Specie †C. parvus Eaton & Cifelli, 2001

      - Genere? †Dakotamys Eaton, 1995; E. Cret. CNA.
        - Specie? †D. sp. (Utah, USA) Eaton, 1995
        - Specie †D. malcolmi Eaton, 1995

    - Famiglia †Boffidae Hahn & Hahn, 1983
      - Genere †Boffius Vianey-Liaud, 1979
        - Specie †Boffius splendidus Vianey-Liaud, 1979 [Boffiidae Hahn & Hahn, 1983 sensu Kielan-Jaworowska & Hurum, 2001]

    - Famiglia †Cimolomyidae Marsh, 1889 sensu Kielan-Jaworowska & Hurum, 2001
      - Genere †Essonodon Simpson, 1927
        - Specie? †E. browni Simpson, 1927 [cimolodontidae? Kielan-Jaworowska & Hurum, 2001

      - Genere †Buginbaatar Kielan-Jaworowska & Sochava, 1969
        - Specie? †B. transaltaiensis Kielan-Jaworowska & Sochava, 1969

      - Genere †Meniscoessus Cope, 1882 [Dipriodon Marsh, 1889, Tripriodon Marsh, 1889, Selenacodon Marsh, 1889, Halodon Marsh, 1889, Oracodon Marsh, 1889]
        - Specie †M. caperatus Marsh, 1889
        - Specie †M. collomensis Lillegraven, 1987
        - Specie †M. ferox Fox, 1971a
        - Specie †M. intermedius Fox, 1976b
        - Specie †M. major Russell, 1936
        - Specie †M. robustus Marsh, 1889
        - Specie †M. seminoensis Eberle & Lillegraven, 1998a

      - Genere †Cimolomys Marsh, 1889 [=? Allacodon Marsh, 1889; Meniscoessus; Ptilodus; Selenacodon Marsh, 1889]
        - Specie †C. clarki Sahni, 1972
        - Specie †C. gracilis Marsh, 1889 [Cimolomys digona Marsh, 1889; Meniscoessus brevis; Ptilodus gracilis Osborn, 1893; Selenacodon brevis Marsh, 1889]
        - Specie †C. trochuusLillegraven, 1969
        - Specie †C. milliensis Eaton, 1993a
        - Specie †C. sp.2
- Superfamiglia †Ptilodontoidea Cope, 1887 sensu McKenna & Bell, 1997 e Kielan-Jaworowska & Hurum, 2001
  - Famiglia †Cimolodontidae Marsh, 1889 sensu Kielan-Jaworowska & Hurum, 2001
    -       - Genere †Liotomus Lemoine, 1882
        - Specie? †L. marshi (Lemoine, 1882) Cope, 1884 [Neoctenacodon marshi Lemoine, 1882?] [eucosmodontidae? McKenna & Bell, 1997

      - Genere †Anconodon Jepsen, 1940
        - Specie? †A. lewisi Simpson, 1935
        - Specie †A. gibleyi Simpson, 1935
        - Specie †A. cochranensis Russell, 1929 [Liotomus russelli (Simpson, 1935); Ectopodon cochranensis (Russell, 1967)]

      - Genere †Cimolodon Marsh, 1889 [Nanomys Marsh, 1889, Nonomyops Marsh, 1892
        - Specie †C. electus
        - Specie †C. nitidus Marsh, 1889 [Allacodon rarus Marsh, 1892 sensu Clemens, 1964a; Nanomys minutus Marsh, 1889; Nonomyops minutus (Marsh, 1889) Marsh, 1892
        - Specie †C. parvus
        - Specie †C. similis Fox, 1971

    - Famiglia Incertae sedis
      - Genere Neoliotomus Jepsen, 1930
        - Specie †N. conventus Jepsen, 1930
        - Specie †N. ultimus Granger & Simpson, 1928

  - Famiglia †Ptilodontidae Cope, 1887 sensu McKenna & Bell, 1997
    - Sottofamiglia †Neoplagiaulacidae Ameghino, 1890 [Ptilodontidae: Neoplagiaulacinae Ameghino, 1890 sensu McKenna & Bell, 1997]
      - Genere †Mesodma Marsh, 1889
        - Specie? †M. hensleighi
        - Specie? †M. senecta
        - Specie? †M. garfieldensis Archibald, 1982
        - Specie? †M. pygmaea Sloan, 1987
        - Specie †M. formosa Marsh, 1889 [Halodon formosus Marsh, 1889??]
        - Specie †M. primaeva [Perectypodus primaeva]
        - Specie †M. thompsoni Clemens, 1964

      - Genere †Ectypodus Matthew & Cranger, 1921 [Charlesmooria Kühne, 1969 ]
        - Specie †E. aphronorus Sloan, 1981
        - Specie? †E. childei Kühne, 1969
        - Specie? †E. elaphus Scott, 2005
        - Specie? †E. lovei (Sloan, 1966) Krishtlaka & Black, 1975
        - Specie †E. musculus Matthew & Granger, 1921
        - Specie †E. powelli Jepsen, 1940
        - Specie? †E. simpsoni Jepsen, 1930
        - Specie †E. szalayi Sloan, 1981
        - Specie †E. tardus Jepsen, 1930

      - Genere †Mimetodon Jepsen, 1940
        - Specie †M. krausei Sloan, 1981
        - Specie †M. nanophus Holtzman, 1978 [Neoplagiaulax nanophus Holtzman, 1978
        - Specie †M. siberlingi(Simpson, 1935) Schiebout, 1974
        - Specie †M. churchilli Jepsen, 1940

      - Genere †Neoplagiaulax Lemoine, 1882
        - Specie †N. annae Vianey-Liaud, 1986
        - Specie? †N. burgessi Archibald, 1982
        - Specie †N. cimolodontoides Scott, 2005 [Neoplagiaulax sp. 3 Fox, 1990]
        - Specie †N. copei Lemoine, 1885
        - Specie †N. donaldorum Scott & Krause, 2006
        - Specie †N. eocaenus Lemoine, 1880
        - Specie †N. grangeri Simpson, 1935
        - Specie †N. hazeni Jepsen, 1940
        - Specie †N. hunteri Krishtalka, 1973
        - Specie †N. jepi Sloan, 1987
        - Specie †N. kremnus Johnston & Fox, 1984
        - Specie †N. macintyrei Slaon, 1981
        - Specie †N. macrotomeus Wilson, 1956
        - Specie †N. mckennai Sloan, 1987 [N. mckennaiai Sloan, 1987(lapsus calami)]
        - Specie †N. nelsoni Sloan, 1987
        - Specie †N. nicolai Vianey-Liaud, 1986
        - Specie †N. paskapooensis Scott, 2005
        - Specie? †N. serrator Scott, 2005 [N. hunteri Krishtalka, 1973 (in partim); N. sp. 1 Fox, 1990]
        - Specie †N. sylvani Vianey-Liaud, 1986

      - Genere †Parectypodus Jepsen, 1930
        - Specie †P. armstrongi Johnston & Fox, 1984
        - Specie? †P. corystes Scott, 2003
        - Specie? †P. foxi Storer, 1991
        - Specie †P. laytoni Jepsen, 1940
        - Specie †P. lunatus Krause, 1982 [P. childei Kühne, 1969]
        - Specie †P. simpsoni Jepsen, 1940
        - Specie †P. sinclairi Simpson, 1935
        - Specie †P. sloani Schiebout, 1974
        - Specie †P. trovessartianus Cope, 1882 [P. trouessarti; Ptilodus; Mimetodon; Neoplagiaulax]
        - Specie †P. sylviae Rigsby, 1980 [Ectypodus sylviae Rigby, 1980]
        - Specie? †P. vanvaleni Sloan, 1981

      - Genere †Cernaysia Vianey-Liaud, 1986
        - Specie †C. manueli Vianey-Liaud, 1986
        - Specie †C. davidi Vianey-Liaud, 1986

      - Genere †Krauseia Vianey-Liaud, 1986
        - Specie †K. clemensi Sloan, 1981 [Parectypodus clemensi Sloan, 1981]

      - Genere †XyronomysRigby, 1980
        - Specie †X. swainae Rigby, 1980 [Xironomys; ?Eucosmodontidae]

      - Genere †Xanclomys Rigby, 1980
        - Specie †X. mcgrewiRigby, 1980

      - Genere †MesodmopsTong & Wang, 1994
        - Specie †M. dawsonae Tong & Wang, 1994

    - Famiglia †Ptilodontidae Cope, 1887 [Ptilodontidae: Ptilodontinae Cope, 1887 sensu McKenna & Bell, 1997]
      - Genere †Kimbetohia Simpson, 1936
        - Specie †K. cambi [Granger, Gregory & Colbert in Matthew, 1937, or Simpson, 1936]
        - Specie †K. sp. cf. K. cambi

      - Genere †Ptilodus Cope, 1881 [Chirox Cope, 1884]
        - Specie? †P. fractus
        - Specie †P. kummae Krause, 1977
        - Specie †P. gnomus Scott, Fox & Youzwyshyn, 2002 [cf. Ectypodus hazeni (Jepsen, 1940) Gazin, 1956]
        - Specie †P. mediaevus Cope, 1881 [Ptilodus plicatus (Cope, 1884); Chirox plicatus Cope, 1884 P. ferronensis Gazin, 1941]
        - Specie †P. montanus Douglass, 1908[P. gracilis Gidley, 1909; P. admiralis Hay, 1930]
        - Specie †P. tsosiensis Sloan, 1981
        - Specie †P. wyomingensis Jepsen, 1940

      - Genere †Baiotomeus Krause, 1987
        - Specie †B. douglassi Simpson, 1935 [Ptilodus; Mimetodon; Neoplagiaulax]
        - Specie †B. lamberti Krause, 1987
        - Specie †B. russelli Scott, Fox & Youzwyshyn, 2002
        - Specie †B. rhothonion Scott, 2003

      - Genere †Prochetodon Jepsen, 1940
        - Specie †P. cavus Jespen, 1940
        - Specie †P. foxi Krause, 1987
        - Specie †P. taxus Krause, 1987
        - Specie? †P. speirsae Scott, 2004

    - Famiglia †Kogaionidae Rãdulescu & Samson, 1996
      - Genere †Kogaionon Rãdulescu & Samson, 1996
        - Specie †K. ungureanui Rãdulescu & Samson, 1996

      - Genere †Hainina Vianey-Liaud, 1979
        - Specie †H. belgica Vianey-Liaud, 1979
        - Specie †H. godfriauxi Vianey-Liaud, 1979
        - Specie †H. pyrenaica Peláez-Campomanes, López-Martínez, Álvarez-Sierra & Daams, 2000
        - Specie †H. vianeyae Peláez-Campomanes, López-Martínez, Álvarez-Sierra & Daams, 2000

      - Genere †Barbatodon Rãdulescu & Samson, 1986
        - Specie †B. transylvanicum Rãdulescu & Samson, 1986

    - Sottofamiglia †Eucosmodontidae Jepsen, 1940 sensu Kielan-Jaworowska & Hurum, 2001 [Eucosmodontidae: Eucosmodontinae Jepsen, 1940 sensu McKenna & Bell, 1997]
      - Genere †ClemensodonKrause, 1992
        - Specie †C. megaloba Krause, 1992 [Kimbetohia cambi, in partim]

      - Genere †Eucosmodon Matthew & Granger, 1921
        - Specie †E. primus [Granger & Simpson, 1929 or Sloan, 1981]
        - Specie †E. americanus Cope, 1885
        - Specie †E. molestus Cope, 1869 (1886?) [Neoplagiaulax molestus Cope, 1869]

      - Genere †Stygimys Sloan & Van Valen, 1965
        - Specie †S. camptorhiza Johnston & Fox, 1984
        - Specie †S. cupressus Fox, 1981
        - Specie †S. kuszmauli [Eucosmodon kuszmauli]
        - Specie †S. jepseni Simpson, 1935
        - Specie †S. teilhardi Granger & Simpson, 1929

    - Sottofamiglia †Microcosmodontidae Holtzman & Wolberg, 1977 [Eucosmodontidae: Microcosmodontinae Holtzman & Wolberg, 1977 sensu McKenna & Bell, 1997]
      - Genere †PentacosmodonJepsen, 1940
        - Specie †P. pronus Jepsen, 1940 [Djadochtatheroid? (Kielan-Jaworowska & Hurum, 2001)]

      - Genere †Acheronodon Archibald, 1982
        - Specie †A. garbani Archibald, 1982

      - Genere †Microcosmodon Jepsen, 1930
        - Specie †M. conus Jepsen, 1930
        - Specie †M. rosei Krause, 1980
        - Specie †M. arcuatus Johnston & Fox, 1984
        - Specie †M. woodi Holtzman & Wolberg, 1977 [Eucosmodontine?]
        - Specie †M. harleyi Weil, 1998
- Superfamiglia †Djadochtatherioidea Kielan-Jaworowska & Hurum, 1997 sensu Kielan-Jaworowska & Hurum, 2001[Djadochtatheria Kielan-Jaworowska & Hurum, 1997]
  -     -       - Genere? †BulganbaatarKielan-Jaworowska, 1974
        - Specie? †B. nemegtbaataroides Kielan-Jaworowska, 1974

      - Genere? †Chulsanbaatar Kielan-Jaworowska, 1974
        - Specie? †C. vulgaris Kielan-Jaworowska, 1974 Chulsanbaataridae Kielan-Jaworowska, 1974

      - Genere †Nemegtbaatar Kielan-Jaworowska, 1974
        - Specie? †N. gobiensis Kielan-Jaworowska, 1974

    - Famiglia †Sloanbaataridae Kielan-Jaworowska, 1974
      - Genere †Kamptobaatar Kielan-Jaworowska, 1970
        - Specie? †K. kuczynskii Kielan-Jaworowska, 1970

      - Genere †Nessovbaatar Kielan-Jaworowska & Hurum, 1997
        - Specie †N. multicostatus Kielan-Jaworowska & Hurum, 1997

      - Genere †Sloanbaatar Kielan-Jaworowska, 1974
        - Specie †S. mirabilis Kielan-Jaworowska, 1974 [Sloanbaatarinae]

    - Famiglia †Djadochtatheriidae Kielan-Jaworowska $ Hurum, 1997
      - Genere †DjadochtatheriumSimpson, 1925
        - Specie †D. matthewi Simpson, 1925[Catopsalis matthewi Simpson, 1925]

      - Genere †Catopsbaatar Kielan-Jaworowska, 1974
        - Specie †C. catopsaloides (Kielan-Jaworowska, 1974) Kielan-Jaworowska, 1994 [Djadochtatherium catopsaloides Kielan-Jaworowska, 1974 ; Catopsalis catopsaloides (Kielan-Jaworowska, 1974) Kielan-Jaworowska & Sloan, 1979]

      - Genere †Tombaatar Kielan-Jaworowska, 1974
        - Specie †T. sabuli Rougier, Novacek & Dashzeveg, 1997

      - Genere †Kryptobaatar Kielan-Jaworowska, 1970 [Gobibaatar Kielan-Jaworowska, 1970 , Tugrigbaatar Kielan-Jaworowska & Dashzeveg, 1978]
        - Specie †K. saichanensis Kielan-Jaworowska & Dashzeveg, 1978 [Tugrigbaatar saichaenensis Kielan-Jaworowska & Dashzeveg, 1978??]
        - Specie †K. dashzevegi Kielan-Jaworowska, 1970
        - Specie †K. mandahuensis Smith, Guo & Sun, 2001
        - Specie †K. gobiensis Kielan-Jaworowska, 1970 [Gobibaatar parvus Kielan-Jaworowska, 1970 ]
- Superfamiglia †Taeniolabidoidea Granger & Simpson, 1929 sensu Kielan-Jaworowska & Hurum, 2001
  - Famiglia †Taeniolabididae Granger & Simpson, 1929
    -       - Genere †Catopsalis Cope, 1882
        - Specie †C. alexandri Middleton, 1982
        - Specie †C. collariensis
        - Specie †C. joyneri Sloan & Van Valen, 1965
        - Specie †C. waddleae Buckley, 1995
        - Specie †C. calgariensis Russell, 1926
        - Specie †C. fissidens Cope, 1884 [Catopsalis utahensis Gazin, 1939]
        - Specie †C. foliatus Cope, 1882

      - Genere †Prionessus Matthew & Granger, 1925
        - Specie †P. lucifer Matthew & Granger, 1925

      - Genere †Lambdopsalis Chow & Qi, 1978
        - Specie †L. bulla Chow & Qi, 1978

      - Genere †Sphenopsalis Matthew, Granger & Simpson, 1928
        - Specie †S. nobilis Matthew, Granger & Simpson, 1928

      - Genere †Taeniolabis Cope, 1882
        - Specie †T. lamberti Simmons, 1987
        - Specie †T. taoensis Cope, 1882